# 湯定元
湯定元（1920年5月12日—2019年6月3日），江蘇金壇人，中国物理學家，中國紅外物理的奠基人，紅外技術的創建人，半導體學科和半導體光電器件的開拓者。

## 生平
湯定元1920年出生于江蘇省金壇縣東門外小坵村，父親是設在村裡文昌閣（即孔廟）的私塾的老師。湯定元五歲時開始在父親的教導下讀《大學》、《中庸》等經典。1933年作為插班生入讀金壇初級中學（今江蘇省華羅庚中學）。1935年考取江蘇省立無錫師範學校，抗戰時轉入國立四川中學師範部。1938年報考位于陪都重慶的国立中央大学，因物理等科目成績突出（英語成績為零）被理學院物理系錄取。大學時期的生活主要靠「貸金」。1942年中大物理系畢業，留校任助教。1948年初，公費赴美留學，先就读于明尼蘇達大學，暑期後轉入芝加哥大學物理系，1950年獲碩士學位。同年回國，在中國科學院應用物理研究所工作。曾任中國科學院上海技術物理研究所研究員、所長。先後兼任中国科学技术大学教授、半導體教研室主任和上海科技大學教授、技術物理系主任。

## 研究
湯定元首次定量解釋了鍺光電導光譜分佈的物理規律，取得了國際公認的成果。在氣體放電、超高壓物理、半導體物理及紅外物理等科研中，也有豐碩的成果。首創金剛石高壓容器，成為國際上高壓物理研究的重要儀器。在中國開創了窄禁帶半導體分支學科，帶領科研群體對碲鎘汞晶體的材料、器件和物理進行了系統研究。開創和參與研製太陽能電池、溫差電致冷器、半導體高能粒子計數器以及硫化鉛、熱敏電阻型、銻化銦、鍺摻汞和碲鎘汞等紅外探測器，其中許多器件已成功應用在空間遙感和軍事探測等裝備中。
湯定元撰写有《紅外技術——基礎與應用》、《天壇中的幾個建築物聲學問題》等科普著作。